# كينجيرو أوجينو
كينجيرو أوجينو (باليابانية: 荻野 賢次郎) (14 سبتمبر 1991 في كيوتو في اليابان – )؛ هو لاعب كرة قدم كان يلعب كحارس مرمى.

## وصلات خارجية
- كينجيرو أوجينو على موقع قاعدة بيانات كرة القدم.إي يو (الإنجليزية)
- كينجيرو أوجينو على موقع Soccerway.com (الإنجليزية)
- كينجيرو أوجينو على موقع عالم كرة القدم.نت (الإنجليزية)